# Старая новая Росси
«Старая новая Росси» (англ. Old New Rossi, 2008) — российский фильм-драма Александра Караваева.

## Сюжет
Одиссея одного дня — история о двух братьях, которые никак не могут найти общий язык друг с другом. Смерть бабушки обнажает давний конфликт, который раскрывает непростые характеры подростков, и помогает им — на некоторое время — прийти к взаимопониманию.

## В ролях
- Александр Ершов — Коля
- Филипп Ершов — Саша
- Александр Богурдович — Отец Серафим
- Юрий Тарабанов — Барабанщик
- Ромуальд Макаренко — Карманник
- Ольга Макарова — Маленькая балерина

## В эпизодах
Демид Кириллов, Илья Ковалёв,
Григорий Анисимов, Егор Кутьков,
Константин Кулагин, Иван Петренко,
Александр Кратиров, Артём Витов,
Дмитрий Ильин, Юрий Ильин, Артём Ионов,
Олег Давыдов, Денис Климихин,
Антон Русак, Фёдор Гербасов,
Андрей Богданов, Татьяна Прокофьева,
Анна Горюшкина, Нина Иванович,
Марина Новикас, Роман Белошеев.

## Съёмочная группа
- Автор сценария и режиссёр — Александр Караваев
- Оператор — Николай Богачёв
- Звук — Иван Жупанов
- Грим — Карина Кулакян
- Ассистент оператора — Александр Столпаков
- Административная группа:
  - Творческое объединение «Нонклассика»,
  - Александр Вечеркевич
  - Анастасия Сапрыгина
- Монтаж — Александр Караваев
- Монтаж негатива — Нина Семёнова
- Синхронные шумы — бригада звукооформителей под руководством Сергея Фигнера
- Тех. перегоны — Олег Плаксин
- Редактор — Алексей Архипов
- Директор студии УКВС — Надежда Попова
- Постер к фильму — Вячеслав Стриж Киржаев

## Производство
- 2008, Россия, 30 мин., ч/б, 16:9, моно, 35 мм.
- Санкт-Петербургский Государственный Университет Кино и Телевидения
- Творческое Объединением «Нонклассика».
- Финансовая помощь:
- Александр Бабаян,
- Николай Богачёв (ст.), Надежда Богачёва, Валентина Сорокина, Юрий Сорокин, Творческое объединение «Нонклассика».

## Музыка в фильме
- И. С. Баха (Рондо и Сарабанда из Сюиты № 2, BWV 1067, дирижёр П. Касалс),
- И. С. Баха (Хор. темперированный клавир)
- А. Вивальди (Concerto in G minor RV 107, Исполнение The Raglan Baroque Players)
- Р. Штрауса (Allegro vivace scherzando) Пять пьес для фортепиано Op. 3, Исполнение Г. Гульд)
- Композиция «Весна» группы «Кино» (слова и музыка В. Цой).

## Запись музыки для фильма
- И. С. Бах — Рондо из Сюиты № 2, BWV 1067
  - Аранжировка для хора Вадим Пчёлкин.
  - Хор мальчиков Санкт-Петербурга
  - дирижёр Вадим Пчёлкин.
- Вариация на тему И. С. Баха,
  - Рондо из Сюиты № 2, BWV 1067,
  - Соло-гитара — Игорь Яшкирев.
- Р. Штраус — Allegro vivace scherzando
- Фортепиано — Георгий Маслик.

Звукорежиссёр записи — Иван Жупанов.

## Фестивали
Приз Гильдии киноведов и кинокритиков (Белый слон) Союза Кинематографистов России «За психологизм и кинематографичность». Диплом лауреата конкурсной программы (Сочи, «Кинотавр». Короткий метр) «За изысканный киноязык и свежесть авторского взгляда». Гран-при фестиваля «Питеркит» и Приз за лучшую операторскую работу. Фильм также был участником конкурсных и внеконкурсных программ кинофестивалей во многих городах мира: Рим, Абу-Даби, Краков, Владивосток, Дамаск и другие.